# Туэ-де-л’Эскарен
Туэ́-де-л’Эскаре́н (фр. Touët-de-l'Escarène) — коммуна на юго-востоке Франции в регионе Прованс — Альпы — Лазурный берег, департамент Приморские Альпы, округ Ницца, кантон Конт. До марта 2015 года коммуна административно входила в состав упразднённого кантона Л’Эскарен (округ Ницца).
Площадь коммуны — 4,57 км², население — 282 человека (2006) с тенденцией к росту: 313 человек (2012), плотность населения — 68,5 чел/км².

## Население
Население коммуны в 2011 году составляло 320 человек, а в 2012 году — 313 человек.
| 1962 | 1968 | 1975 | 1982 | 1990 | 1999 | 2005 | 2006 | 2010 | 2011 | 2012 |
| ---- | ---- | ---- | ---- | ---- | ---- | ---- | ---- | ---- | ---- | ---- |
| 215  | 173  | 137  | 173  | 212  | 242  | 286  | 282  | 325  | 320  | 313  |

Динамика численности населения:

## Экономика
В 2010 году из 214 человек трудоспособного возраста (от 15 до 64 лет) 171 были экономически активными, 43 — неактивными (показатель активности 79,9 %, в 1999 году — 74,3 %). Из 171 активных трудоспособных жителей работали 158 человек (80 мужчин и 78 женщин), 13 числились безработными (6 мужчин и 7 женщин). Среди 43 трудоспособных неактивных граждан 18 были учениками либо студентами, 12 — пенсионерами, а ещё 13 — были неактивны в силу других причин.
На протяжении 2010 года в коммуне числилось 111 облагаемых налогом домохозяйств, в которых проживало 247,0 человек. При этом медиана доходов составила 18 тысяч 049 евро на одного налогоплательщика.